# Pyramidspel
Pyramidspel är en form av affärsuppgörelse som är ohållbar efter ett visst skede i processen. Det påminner mycket om kedjebrev, på samma sätt som vid kedjebrev bygger de på exponentiell tillväxt och de kommer också att kollapsa efter ett visst antal generationer. Man kan säga att pyramidspelen är en utvecklad och mer formaliserad version av kedjebreven. Ett pyramidspel bygger på att medlemmarna betalar en medlemsavgift, insats eller köptvång av produkter som skapar värdet i kedjan. När pyramiden faller förlorar deltagarna denna insats eller blir sittande med värdelösa produkter. Bakom ett pyramidspel finns oftast någon form av organisation som håller i allt, därigenom kan de också dölja hur det hela fungerar. Ett kännetecken för ett pyramidspel är att balansräkningen är i verkligheten negativ, det finns inte täckning för utestående skulder, vilket döljs och förljugs. Så länge det finns nya kunder fungerar likviditeten men inte om kunder vill ha tillbaka sina pengar. Det finns också andra former av bedrägerier som i vissa avseenden kan påminna om pyramidspel, men där det finns avgörande skillnader.

## Uppbyggnad
Pyramidspelen anses bara lönsamma för de få personer som har startat spelet. Detta syns genom följande resonemang:
1. En person startar ett pyramidspel
2. Startpersonen rekryterar tre nya personer till sitt pyramidspel. De betalar till första spelaren. Spelet har nu fyra deltagare.
3. De tre nya deltagarna rekryterar ytterligare tre personer var som betalar till de tre första spelarna. Spelet har nu tretton deltagare.
4. För att de nio nyaste spelarna ska kunna tjäna några pengar på sin insats måste de rekrytera tre personer var. Spelet behöver då 27 nya spelare och får totalt 40 deltagare.

Antalet deltagare som behövs för att hålla spelet igång ökar alltså kraftigt för varje ny omgång deltagare. Mer exakt ges antalet nya deltagare som behövs i varje omgång av {\displaystyle n^{k}} och totala antalet deltagare av {\displaystyle \sum _{i=0}^{k}n^{i}} där k är omgången och n är antalet personer varje deltagare behöver rekrytera. Detta betyder att i exemplet ovan att det i tionde omgången kommer behöva rekryteras 59 049 personer och spelet skulle totalt ha 88 573 deltagare. I tjugonde omgången skulle det behöva rekryteras 3 486 784 401 personer och spelet skulle omfatta nästan hela jordens befolkning. I tjugoförsta omgången leder det därmed per definition till kollaps och de som anslutit sig i sista omgången förlorar sin insats. 
Pyramidspel är i Sverige förbjudna i lotterilagen och kan leda till böter och/eller fängelse om brottet bedöms som grovt.

## Nätverksförsäljning
Ett likartat fenomen, som är lagligt i de flesta länder, är nätverksförsäljning (Multi-level marketing). Försäljare får inte intäkter för de nya säljare de rekryterar, utan istället intäkterna för de produkter de själva och organisationen de skapat säljer.

## Andra former av bedrägerier som påminner om pyramidspel
Det förekommer att upplägg som har ytliga likheter med pyramidspel som exempelvis ponzibedrägerier felaktigt kallas för pyramidspel trots att det finns avgörande skillnader. På ett sätt skulle man till och med kunna hävda att ett pyramidspelsupplägg är transparent och förutsebart på ett sätt som ett investeringsbedrägeri aldrig skulle kunna vara.
I ett ponzibedrägeri ges det inte någon favör att rekrytera nya deltagare, medan ett pyramidspel är helt beroende av att varje deltagare själv rekryterar nya deltagare till att börja med för att kunna täcka sin egen insats. I ett ponzibedrägeri är det endast de som har tur nog att hoppa av före kollapsen som kan bli vinnare, medan ett pyramidspel ger en säkrare ställning och högre intäkt till den som anslutit sig tidigt på bekostnad av de som tillkommit sist.
I svenskspråkig media beskrivs ofta den svindel som Bernard Madoff ägnade sig åt som ett pyramidspel, trots att det rör sig om ett ponziupplägg, medan man exempelvis i engelskspråkiga medier är entydig om att det verkligen rör sig om ett ponzibedrägeri (ponzi scheme) och inte något annat. Upplägget i Madoffs rekordsvindel hade i grunden fler likheter med Ebberöds bank än med ett pyramidspel.